# Finita Imperio
Josefa Cánovas Hoyos, conocida artísticamente como Finita Imperio, (Cartagena, 1928-Lisboa, 16 de agosto de 2013), fue una cantante española de copla y flamenco.

## Trayectoria
Hija de Micaela Hoyos Monteagudo y de Francisco Antonio Cánovas, un oficial de mar y aficionado a la guitarra. Su carrera se inició en 1934, con cinco años de edad, cuando sus padres decidieron que actuase en un local cercano al puerto de Cartagena, llamado "La palma valenciana". Dos años después, en 1936, se presentó a un concurso de flamenco, celebrado en el Circo Price de Madrid, que terminó ganando. Allí conoció a otras cantantes importantes del momento como Imperio Argentina.
Por motivos profesionales, con 15 años se mudó a Barcelona. Contrajo matrimonio con el guitarrista murciano Eduardo Martínez Alfonso «Joroco», con quien tuvo dos hijas, Ana María y Finita, y empezó a actuar en diferentes lugares de Cataluña. Cuando saltó a la fama en 1945, su nombre se promocionaba ya junto al de otros artistas como Concha Piquer, Lola Flores, Marifé de Triana, Imperio Argentina, Rafael Farina o Pepe Blanco.
En torno a 1952, inició una gira por Argentina, que se alargó hasta 1954, año en el que regresó a España. A su regreso, estrenó en Barcelona el espectáculo Cuando duerme Andalucía, junto a otros artistas como La Gitana Rubia, Conchita Ortega o El Sevillano. En este espectáculo, Finita Imperio estrenó la canción: Mi madre sí que me quieres, compuesta para ella, y que se convertiría en su sello de identidad. Las grabaciones de estos años fueron realizadas en las discográficas La voz de su amo y Columbia. Realizó otros espectáculos propios como Sol español, junto a Isabel Díaz «La Levantina» y otros artistas.
En 1958, actuó en el Teatro Calderón de Madrid junto a reconocidas figuras de la copla y el flamenco: Pepe Marchena, Rafael Farina, la Niña de Antequera, Rafaela de Córdoba, Luis Rueda, Manuel Centeno, La Niña de la Puebla y Manolo el malagueño. Grabó, además, temas flamencos de algunos discos para RCA Récords. Durante su carrera actuó también en diferentes países como París, Italia, Rusia, México, Venezuela, Puerto Rico o Santo Domingo.
En 1978 fijó su residencia en Cartagena. Años después se instaló en Lisboa, donde murió en 2013.

## Reconocimientos
En 1994 fue reconocida con la Medalla Laureada del Cantón de Cartagena, por "su dilatada carrera profesional paseando el nombre de Cartagena dentro y fuera de España". Esta distinción se entrega por el Partido Cantonal desde 1985. En 2002 fue incluida en el libro Mujeres Relevantes en la Región de Murcia. Murcia en femenino, editado por el Instituto de la Mujer de la Región de Murcia.
En 2006 recibió un homenaje, por su ochenta cumpleaños, del Aula de flamenco de la Universidad Murcia. Asimismo, fue incluida en el proyecto Huellas de Mujer: Cartagena en femenino, creado en 2017 por el gobierno local para visibilizar a las mujeres cartageneras relevantes. Como parte de este proyecto, en 2020, se realizaron intervenciones urbanas en la ciudad, con murales de la artista Clara Ledo, quien pintó uno de Finita Imperio, y de otras mujeres como la cantante María del Carmen Navarro la Pelela, la química María Cegarra, la empresaria Dolores Narváez, la escritora Josefina Soria y la actriz Antera Baus.